# Royal AM FC
Royal AM Football Club w skrócie Royal AM FC – południowoafrykański klub piłkarski grający w południowoafrykańskiej pierwszej lidze, mający siedzibę w mieście Durban.

## Sukcesy
- Telkom Knockout[1]:
  - zwycięstwo (1): 2016.

- MTN 8[1]:
  - zwycięstwo (1): 2018.
  - finał (2): 2017, 2021.

## Występy w afrykańskich pucharach
| Sezon     | Rozgrywki           | Runda    | Kraj                          | Klub                   | Dom | Wyjazd | Dwumecz |
| --------- | ------------------- | -------- | ----------------------------- | ---------------------- | --- | ------ | ------- |
| 2022/2023 | Puchar Konfederacji | 1        | Eswatini                      | Mbabane Highlanders FC | 2–0 | 0–0    | 2–0     |
| 2022/2023 | Puchar Konfederacji | 2        | Zambia                        | ZESCO United           | 0–0 | 1–1    | 1–1     |
| 2022/2023 | Puchar Konfederacji | play-off | Demokratyczna Republika Konga | TP Mazembe             | 0–1 | 0–2    | 0–3     |

## Stadion
Domowe mecze klub rozgrywa na stadionie Chatsworth Stadium w Durbanie. Stadion może pomieścić 35000 widzów.

## Reprezentanci kraju grający w klubie
Stan na maj 2023.
| - Ruzaigh Gamildien - Shadrack Kobedi - Victor Letsoalo - Thato Lingwati - Ndumisa Mabena - Jackson Mabokgwane - Menzi Masuku - Thabo Matlaba - Mondli Mpoto | - Tshepo Rikhotso - Khulekani Shezi - Junior Awono - Hugo Nyamé - Harris Tchilimbou - Motebang Sera - Domingues - Andre de Jong - Cuthbert Malajila |